# Загорци (Бургасская область)
Загорци (болг. Загорци) — село в Болгарии. Находится в Бургасской области, входит в общину Средец. Население составляет 311 человек (2022).

## Политическая ситуация
В местном кметстве Загорци, в состав которого входит Загорци, должность кмета (старосты) исполняет Стоянка Ангелова Иванова (Болгарская социалистическая партия (БСП)) по результатам выборов.
Кмет (мэр) общины Средец — Тодор Пройков Станчев (Болгарская социалистическая партия (БСП)) по результатам выборов.